# Klara Schapiro
Klara Schapiro (* 12. Juli 1871 in Mislowitz; † 12. Oktober 1956 in Vilsbiburg) war die erste Polizeiassistentin in Mainz.

## Leben
Marianne Margarethe Klara Nowak kam 1871 in Oberschlesien als uneheliches Kind zur Welt. Sie wurde kurz nach ihrer Geburt dem Ehepaar Michaelis und Friedericke Kaim in der benachbarten Stadt Kattowitz anvertraut. Sie bekam den Namen Klara Kaim. Klara besuchte in Oppeln eine höhere Töchterschule und anschließend das Lehrerinnenseminar in Kattowitz. Nach dem Umzug der Familie nach Berlin-Charlottenburg war sie bei verschiedenen Familien in Berlin Erzieherin. Nebenbei besuchte sie als Gasthörerin Vorlesungen der Medizinischen Fakultät und war ehrenamtlich tätig in Volksküchen und der Armenpflege.
In Berlin lernte sie ihren späteren Ehemann, den aus Russland stammenden Zoologen Jacob Schapiro kennen, der sich zu Studienzwecken in Berlin aufhielt. Sie folgte ihm 1898 nach Bern, wo er am zoologischen Institut der Universität Bern tätig war und 1902 dort auch promovierte. In der Schweiz konnte Klara Schapiro Medizin studieren. 1907 gründete sie in Bern eine private Entbindungsklinik und leitete diese für kurze Zeit. Sie war mit ihren zwei in Bern geborenen Kindern praktisch alleinerziehend, da sich Jacob Schapiro häufig zu Forschungsreisen im Ausland aufhielt.
Sie bewarb sich auf die im Juni 1909 von der Stadt Mainz ausgeschriebenen Stelle einer Polizeiassistentin. Unter 79 Bewerberinnen wurde sie schließlich ausgewählt und trat ihren Dienst am 19. Januar 1910 an. Ihr Tätigkeitsfeld umfasste u. a. sittenpolizeiliche Aufgaben und Jugend-, Gefangenen- und Obdachlosenfürsorge. Ihre Aufgabe war in der Stadt nicht unumstritten und es kam relativ schnell zu verschiedenen Vorwürfen in der lokalen Presse. Eine Verleumdungsklage Schapiros und ihres Vorgesetzten Emil Berndt erreichte deutschlandweit Aufsehen.
Ihre Arbeit war sehr erfolgreich. So gründete Klara Schapiro z. B. ein Heim für bedürftige Frauen in der ehemaligen Römheldschen Villa. Das Heim beherbergte bereits 1912 165 Frauen. 1914 erfolgte der Umzug in das stillgelegte Gaswerk nach Weisenau.
Nach Ausbruch des Ersten Weltkrieges wurde Schapiro von ihren Leitungsaufgaben entbunden, weil sie durch die Eheschließung die russische Staatsbürgerschaft besaß. Die Ehe wurde 1916 geschieden. Ihr Aufgaben waren nun reine Fürsorgeangelegenheiten und die Leitung des städtischen Mädchenheims. 1920 wurde der Bereich aus dem Polizeiamt herausgelöst.
Aufgrund gesundheitlicher Probleme, die seit 1921 auftraten, wurde sie im Mai 1922 von ihren Aufgaben entbunden und in den städtischen Verwaltungsdienst übernommen. Auf Drängen der Stadt beantragte sie zum 1. April 1927 die Versetzung in den vorzeitigen Ruhestand.
In der Zeit des Nationalsozialismus geriet sie in Bedrängnis, da ihr eine jüdische Abstammung unterstellt wurde. Sie übersiedelte nach München und wurde zweimal ausgebombt. In der Nachkriegszeit prozessierte sie erfolglos gegen die Stadt Mainz um eine Anhebung der Pension.
Sie starb im Alter von 85 Jahren am 12. Oktober 1956 im bayerischen Vilsbiburg.

## Ehrungen
Die Grünanlage auf dem Hechtsheimer Autobahntunnel erhielt 2020 die Bezeichnung „Klara Schapiro-Anlage“.